# GRN-Klinik Eberbach
Die GRN-Klinik Eberbach ist ein Krankenhaus in Eberbach. Sie ist die Nachfolge-Einrichtung des Kreiskrankenhauses Eberbach. Träger ist heute die Klinikgruppe Gesundheitszentren Rhein-Neckar. Das Krankenhaus ist für die chirurgischen und internistischen Fächer Akademisches Lehrkrankenhaus der Ruprecht-Karls-Universität Heidelberg.

## Geschichte
Das Krankenhaus wurde Anfang des 20. Jahrhunderts mit einer Kapazität von 35 Betten gegründet. Von 1949 bis 1959 war die Stadt Eberbach Trägerin des Krankenhauses. Bis 1983 wurde das Krankenhaus von einem gemeinsamen Zweckverband der Stadt und des Landkreises Heidelberg betrieben. Ab Januar 1984 übernahm der Rhein-Neckar-Kreis die Trägerschaft.
Seit 2006 gehört das Krankenhaus zu den Gesundheitszentren Rhein-Neckar und wurde 2010 in GRN-Klinik Eberbach umbenannt.

## Einrichtung
In 5 Fachabteilungen stehen 130 Patientenbetten zur Verfügung. Die Mitarbeiterzahl beläuft sich auf 350 Mitarbeiter. Jährlich werden mehr als 6.000 stationäre und 8.000 ambulante Patienten behandelt.